# Notamacropus agilis
Il wallaby delle sabbie (Notamacropus agilis (Gould, 1842)) è una specie di wallaby diffusa in Australia settentrionale e Nuova Guinea, la più comune del nord dell'Australia.
Il manto è di color sabbia che si fa più pallido sul ventre. È un animale molto socievole e si nutre di erba e altri vegetali.
Ne esistono quattro sottospecie:
- M. a. agilis - la sottospecie nominale, diffusa nel Territorio del Nord;
- M. a. jardinii - diffusa lungo le coste settentrionali e orientali del Queensland;
- M. a. nigrescens - diffusa nelle regioni del Kimberley e della Terra di Arnhem, in Australia Occidentale;
- M. a. papuanus - diffusa nella Papua Nuova Guinea meridionale e sud-orientale e in alcune isole vicine.[4]

Il wallaby delle sabbie non è da ritenersi minacciato.